# Изео (коммуна)
Изе́о (итал. Iseo, ломб. Izé) — коммуна в Италии, в провинции Брешиа области Ломбардия.
Население составляет 9055 человек (2008 г.), плотность населения составляет 362 чел./км². Занимает площадь 25 км². Почтовый индекс — 25049. Телефонный код — 030.
Покровителем коммуны почитается святой Вигилий Брешианский, празднование 26 сентября.
Через территорию коммуны проходит железная дорога Брешиа — Изео — Эдоло.

## Демография
Динамика населения:

## Города-побратимы
- Тамсвег, Австрия

## Администрация коммуны
- Официальный сайт: https://web.archive.org/web/20160422075748/http://www.comune.iseo.brescia.it/

## Известные уроженцы и жители
- Уранио Фонтана — композитор.